# 明治神宮野球大会 高校の部 (北海道勢)
明治神宮野球大会高校の部における北海道勢の成績について記す。

## 大会結果
| 大会                 | 代表校                       | 試合結果 | 試合結果             | 備考        |
| -------------------- | ---------------------------- | -------- | -------------------- | ----------- |
| 1973年（第4回大会）  | 函館有斗（初出場）           | 2回戦    | ● 2 - 8 高知         |             |
| 1974年（第5回大会）  | 札幌商（初出場）             | 2回戦    | ○ 9 - 2 関商工       | 8回コールド |
| 1974年（第5回大会）  | 札幌商（初出場）             | 準決勝   | ● 1 - 3 福井商       |             |
| 1975年（第6回大会）  | 札幌商（2年連続2回目）       | 2回戦    | ● 0 - 1 自動車工     |             |
| 1976年（第7回大会）  | 北海道日大（初出場）         | 1回戦    | ○ 3 - 2 松戸東       |             |
| 1976年（第7回大会）  | 北海道日大（初出場）         | 2回戦    | ● 2 - 4 早稲田実     |             |
| 1977年（第8回大会）  | 東海大四（初出場）           | 1回戦    | ○ 9x - 8 早稲田実    | 延長10回    |
| 1977年（第8回大会）  | 東海大四（初出場）           | 2回戦    | ● 4 - 5 日川         |             |
| 1978年（第9回大会）  | 室蘭大谷（初出場）           | 1回戦    | ● 3 - 6 東北         |             |
| 1979年（第10回大会） | 東海大四（2年ぶり2回目）     | 1回戦    | ● 1 - 2 東北         |             |
| 1980年（第11回大会） | 北海道日大（4年ぶり2回目）   | 1回戦    | ● 1 - 4 今治西       |             |
| 1981年（第12回大会） | 北海（初出場）               | 1回戦    | ● 0 - 5 明徳         |             |
| 1983年（第14回大会） | 函館有斗（10年ぶり2回目）    | 1回戦    | ● 2 - 4 土浦日大     |             |
| 1985年（第16回大会） | 函館有斗（2年ぶり3回目）     | 1回戦    | ● 7 - 8 帝京         |             |
| 1987年（第18回大会） | 函館有斗（2年ぶり4回目）     | 1回戦    | ● 4 - 11 明石        | 8回コールド |
| 1990年（第21回大会） | 旭川竜谷（初出場）           | 1回戦    | ● 2 - 10 木本        |             |
| 1992年（第23回大会） | 駒大岩見沢（初出場）         | 1回戦    | ● 2 - 6 豊田大谷     |             |
| 1994年（第25回大会） | 北海（13年ぶり2回目）        | 1回戦    | ○ 9 - 5 鳥取西       |             |
| 1994年（第25回大会） | 北海（13年ぶり2回目）        | 準決勝   | ● 2 - 6 星稜         |             |
| 1996年（第27回大会） | 函館大有斗（9年ぶり5回目）   | 1回戦    | ○ 7 - 2 日南学園     |             |
| 1996年（第27回大会） | 函館大有斗（9年ぶり5回目）   | 準決勝   | ● 1 - 2 春日部共栄   |             |
| 1998年（第29回大会） | 駒大岩見沢（6年ぶり2回目）   | 1回戦    | ○ 10 - 1 海星        | 7回コールド |
| 1998年（第29回大会） | 駒大岩見沢（6年ぶり2回目）   | 準決勝   | ● 4 - 9 日南学園     |             |
| 1999年（第30回大会） | 北照（初出場）               | 2回戦    | ○ 10 - 4 柳川        |             |
| 1999年（第30回大会） | 北照（初出場）               | 準決勝   | ● 7 - 9 四日市工     |             |
| 2000年（第31回大会） | 東海大四（21年ぶり3回目）    | 2回戦    | ● 1 - 5 東福岡       |             |
| 2001年（第32回大会） | 札幌日大（初出場）           | 1回戦    | ● 4 - 12 尽誠学園    | 7回コールド |
| 2002年（第33回大会） | 駒大苫小牧（初出場）         | 2回戦    | ● 1 - 11 遊学館      | 7回コールド |
| 2003年（第34回大会） | 鵡川（初出場）               | 2回戦    | ○ 6 - 5 済美         |             |
| 2003年（第34回大会） | 鵡川（初出場）               | 準決勝   | ● 5 - 36 大阪桐蔭    |             |
| 2004年（第35回大会） | 駒大苫小牧（2年ぶり2回目）   | 1回戦    | ○ 10 - 2 新田        | 8回コールド |
| 2004年（第35回大会） | 駒大苫小牧（2年ぶり2回目）   | 2回戦    | ● 3 - 4 羽黒         |             |
| 2005年（第36回大会)  | 駒大苫小牧（2年連続3回目）   | 1回戦    | ○ 6 - 2 清峰         |             |
| 2005年（第36回大会)  | 駒大苫小牧（2年連続3回目）   | 2回戦    | ○ 4 - 2 高岡商       |             |
| 2005年（第36回大会)  | 駒大苫小牧（2年連続3回目）   | 準決勝   | ○ 5 - 3 早稲田実     |             |
| 2005年（第36回大会)  | 駒大苫小牧（2年連続3回目）   | 決勝     | ○ 5 - 0 関西         |             |
| 2006年（第37回大会） | 旭川南（初出場）             | 2回戦    | ● 2 - 6 常葉菊川     |             |
| 2007年（第38回大会） | 駒大岩見沢（9年ぶり3回目）   | 2回戦    | ● 6 - 13 東北        | 7回コールド |
| 2008年（第39回大会） | 鵡川（5年ぶり2回目）         | 1回戦    | ○ 11 - 6 日本文理    |             |
| 2008年（第39回大会） | 鵡川（5年ぶり2回目）         | 2回戦    | ○ 6 - 3 国士舘       |             |
| 2008年（第39回大会） | 鵡川（5年ぶり2回目）         | 準決勝   | ● 0 - 6 慶応         |             |
| 2009年（第40回大会） | 北照（10年ぶり2回目）        | 2回戦    | ● 3 - 6 帝京         |             |
| 2010年（第41回大会） | 北海（16年ぶり3回目）        | 2回戦    | ● 1 - 7 日大三       |             |
| 2011年（第42回大会） | 北照（2年ぶり3回目）         | 2回戦    | ○ 7 - 3 鳴門         |             |
| 2011年（第42回大会） | 北照（2年ぶり3回目）         | 準決勝   | ● 2 - 6 愛工大名電   |             |
| 2012年（第43回大会） | 北照（2年連続4回目）         | 1回戦    | ○ 3 - 1 京都翔英     |             |
| 2012年（第43回大会） | 北照（2年連続4回目）         | 2回戦    | ○ 2x - 1 沖縄尚学    |             |
| 2012年（第43回大会） | 北照（2年連続4回目）         | 準決勝   | ● 1 - 7 仙台育英     |             |
| 2013年（第44回大会） | 駒大苫小牧（8年ぶり4回目）   | 2回戦    | ● 3 - 5 沖縄尚学     |             |
| 2014年（第45回大会） | 東海大四（14年ぶり4回目）    | 1回戦    | ○ 9 - 1 宇部鴻城     | 7回コールド |
| 2014年（第45回大会） | 東海大四（14年ぶり4回目）    | 2回戦    | ● 0 - 10 浦和学院    | 6回コールド |
| 2015年（第46回大会） | 札幌第一（初出場）           | 1回戦    | ○ 7 - 4 関東第一     |             |
| 2015年（第46回大会） | 札幌第一（初出場）           | 2回戦    | ● 2 - 7 高松商       |             |
| 2016年（第47回大会） | 札幌第一（2年連続2回目）     | 2回戦    | ○ 6x - 5 宇部鴻城    |             |
| 2016年（第47回大会） | 札幌第一（2年連続2回目）     | 準決勝   | ● 2 - 7 履正社       |             |
| 2017年（第48回大会） | 駒大苫小牧（4年ぶり5回目）   | 2回戦    | ● 2 - 4 大阪桐蔭     |             |
| 2018年（第49回大会） | 札幌大谷（初出場）           | 1回戦    | ○ 6 - 5 龍谷大平安   |             |
| 2018年（第49回大会） | 札幌大谷（初出場）           | 2回戦    | ○ 7 - 3 国士舘       |             |
| 2018年（第49回大会） | 札幌大谷（初出場）           | 準決勝   | ○ 5 - 2 筑陽学園     |             |
| 2018年（第49回大会） | 札幌大谷（初出場）           | 決勝     | ○ 2 - 1 星稜         |             |
| 2019年（第50回大会） | 白樺学園（初出場）           | 2回戦    | ○ 4 - 3 国士舘       |             |
| 2019年（第50回大会） | 白樺学園（初出場）           | 準決勝   | ● 2 - 3 健大高崎     |             |
| 2021年（第52回大会） | クラーク国際（初出場）       | 1回戦    | ● 1 - 5 九州国際大付 |             |
| 2022年（第53回大会） | クラーク国際（2年連続2回目） | 2回戦    | ● 2 - 12 大阪桐蔭    | 6回コールド |
| 2023年（第54回大会） | 北海（13年ぶり4回目）        | 2回戦    | ● 1 - 2x 作新学院    | 延長10回    |
| 2024年（第55回大会） | 東海大札幌（10年ぶり5回目）  | 1回戦    | ○ 3 - 0 大垣日大     |             |
| 2024年（第55回大会） | 東海大札幌（10年ぶり5回目）  | 2回戦    | ● 0 - 3 広島商       |             |